# Maryna Zanevska
Maryna Zanevska (Odessa, 24 augustus 1993) is een Oekraïens-Belgisch tennisspeelster. Zij begon met tennis toen zij acht jaar oud was. Haar favoriete ondergrond is hardcourt. Zanevska speelt rechtshandig en heeft een tweehandige backhand. Zij is actief in het proftennis sinds 2009.
Zanevska verhuisde van haar geboorteland Oekraïne naar België in 2008. Een deel van haar tennisopleiding kreeg zij in de tennisacademie van Justine Henin. Sinds 3 augustus 2016 speelt zij onder Belgische vlag.

## Loopbaan
Tot op heden(oktober 2022) won Zanevska negentien ITF-titels in het enkelspel (de meest recente in 2021 in Les Franqueses del Vallès, Spanje) en dertien in het dubbelspel (de meest recente in 2019 in Székesfehérvár, Hongarije).
In 2014 stond zij voor het eerst in een WTA-finale, in het dubbelspel van het toernooi van Marrakesh, samen met de Poolse Katarzyna Piter. Na een gewonnen eerste set verloren zij in de match-tiebreak van Garbiñe Muguruza en Romina Oprandi. Een jaar later bereikte zij in Marrakesh weer de finale, nu met Laura Siegemund aan haar zijde – ook ditmaal ontsnapte de titel haar, geklopt door Tímea Babos en Kristina Mladenovic. In 2017, toen het toernooi was verplaatst naar Rabat, reikte zij met Nina Stojanović nogmaals tot de finale – in de eindstrijd moesten zij hun meerdere erkennen in Tímea Babos en Andrea Hlaváčková. Later dat jaar won Zanevska haar eerste WTA-titel, op het dubbelspeltoernooi van Limoges, met Russin Valerija Savinych aan haar zijde.
Zanevska speelde enkele keren op een grandslamtoernooi – zowel in het enkel- als in het dubbelspel – maar kwam in het enkelspel nog niet voorbij de eerste ronde. Haar hoogste notering op de WTA-ranglijst in het enkelspel is de 82e plaats (november 2021); in het dubbelspel de 86e plaats (juni 2014).
Vanaf 26 september 2016 komt Zanevska uit voor België. In 2017 maakte zij deel uit van het Belgische Fed Cup-team – zij behaalde daar een winst/verlies-balans van 0–2.
Zanevska stond in 2021 voor het eerst in een WTA-enkelspelfinale, op het toernooi van Gdynia – hier veroverde zij haar eerste enkelspeltitel, door de Slowaakse Kristína Kučová te verslaan. Eind oktober won zij haar negentiende ITF-titel, waarmee zij op 1 november de top 100 van het enkelspel binnenkwam.
In mei 2022 bereikte Zanevska met landgenote Kimberley Zimmermann de kwartfinale op het dubbelspeltoernooi van Roland Garros. In oktober won zij haar tweede enkelspeltitel, op het WTA-toernooi van Rouen – in de finale versloeg zij de Zwitserse Viktorija Golubic.

## Posities op deWTA-ranglijst
Positie per einde seizoen:
| jaar | rang enkelspel | rang dubbelspel |
| ---- | -------------- | --------------- |
| 2009 | 770            | –               |
| 2010 | 293            | 339             |
| 2011 | 435            | 266             |
| 2012 | 197            | 328             |
| 2013 | 117            | 120             |
| 2014 | 134            | 117             |
| 2015 | 140            | 122             |
| 2016 | 127            | 144             |
| 2017 | 147            | 114             |
| 2018 | 221            | 105             |
| 2019 | 249            | 294             |
| 2020 | 258            | 340             |
| 2021 | 81             | 520             |

## Palmares
| Legenda                 |
| ----------------------- |
| Grandslamtoernooi       |
| Olympische Spelen       |
| Year-End Championships  |
| Premier Mandatory       |
| Premier Five / WTA 1000 |
| Premier / WTA 500       |
| International / WTA 250 |
| Challenger / WTA 125    |

### WTA-finaleplaatsen enkelspel
| nr.              | finale     | toernooi   | ondergrond    | tegenstandster    | score    |         |
| ---------------- | ---------- | ---------- | ------------- | ----------------- | -------- | ------- |
| gewonnen finales |            |            |               |                   |          |         |
| 1.               | 2021-07-25 | WTA Gdynia | gravel        | Kristína Kučová   | 6-4, 7-6 | details |
| 2.               | 2022-10-23 | WTA Rouen  | hardcourt (i) | Viktorija Golubic | 7-6, 6-1 | details |
| verloren finales |            |            |               |                   |          |         |
| geen             |            |            |               |                   |          |         |

### WTA-finaleplaatsen vrouwendubbelspel
| nr.              | finale     | toernooi      | ondergrond    | partner           | tegenstandsters                 | score            |         |
| ---------------- | ---------- | ------------- | ------------- | ----------------- | ------------------------------- | ---------------- | ------- |
| gewonnen finales |            |               |               |                   |                                 |                  |         |
| 1.               | 2017-11-12 | WTA Limoges   | hardcourt (i) | Valerija Savinych | Chloé Paquet Pauline Parmentier | 6-0, 6-2         | details |
| verloren finales |            |               |               |                   |                                 |                  |         |
| 1.               | 2014-04-27 | WTA Marrakesh | gravel        | Katarzyna Piter   | Garbiñe Muguruza Romina Oprandi | 6-4, 2-6, [9-11] | details |
| 2.               | 2015-05-02 | WTA Marrakesh | gravel        | Laura Siegemund   | Tímea Babos Kristina Mladenovic | 1-6, 6-7         | details |
| 3.               | 2017-05-05 | WTA Rabat     | gravel        | Nina Stojanović   | Tímea Babos Andrea Hlaváčková   | 6-2, 3-6, [5-10] | details |
| 4.               | 2018-07-22 | WTA Boekarest | gravel        | Danka Kovinić     | Irina-Camelia Begu Andreea Mitu | 3-6, 4-6         | details |

### Gewonnen ITF-toernooien enkelspel
| nr. | finale     | toernooi                  | dotatie   | tegenstandster          | score         |
| --- | ---------- | ------------------------- | --------- | ----------------------- | ------------- |
| 01. | 2009-07-12 | Brussel                   | $ 10.000  | Katarzyna Piter         | 0-6, 7-5, 7-5 |
| 02. | 2010-07-18 | Zwevegem                  | $ 25.000  | Sofie Oyen              | 7-6, 6-1      |
| 03. | 2011-11-20 | Équeurdreville            | $ 10.000  | Anna-Lena Friedsam      | 6-4, 6-2      |
| 04. | 2012-02-26 | Mâcon                     | $ 10.000  | Ema Mikulčić            | 6-1, 6-2      |
| 05. | 2012-03-04 | Bron                      | $ 10.000  | Anastasija Vasyljeva    | 5-7, 7-6, 6-3 |
| 06. | 2012-03-11 | Dijon                     | $ 10.000  | Diāna Marcinkēviča      | 6-4, 6-4      |
| 07. | 2012-04-07 | Tessenderlo               | $ 25.000  | Tatjana Malek           | 6-2, 6-2      |
| 08. | 2012-09-23 | Saint-Malo                | $ 25.000  | Estrella Cabeza Candela | 6-2, 6-7 6-0  |
| 09. | 2013-02-23 | Moskou                    | $ 25.000  | Sofia Sjapatava         | 6-4, 7-6      |
| 10. | 2013-03-03 | Bron                      | $ 10.000  | Ysaline Bonaventure     | 6-2, 6-1      |
| 11. | 2014-08-03 | Bad Saulgau               | $ 25.000  | Gabriela Cé             | 6-0, 6-4      |
| 12. | 2014-08-10 | Koksijde                  | $ 25.000  | Richèl Hogenkamp        | 6-1, 6-1      |
| 13. | 2016-09-25 | Saint-Malo                | $ 50.000  | Camilla Rosatello       | 6-1, 6-3      |
| 14. | 2016-10-22 | Joué-lès-Tours            | $ 50.000  | Elena Gabriela Ruse     | 6-3, 6-3      |
| 15. | 2017-08-20 | Vancouver                 | $ 100.000 | Danka Kovinić           | 5-7, 6-1, 6-3 |
| 16. | 2018-03-11 | Zhuhai                    | $ 60.000  | Marta Kostjoek          | 6-2, 6-4      |
| 17. | 2019-04-07 | Obidos                    | $ 25.000  | Mariam Bolkvadze        | 7-5, 6-2      |
| 18. | 2021-06-06 | Otočec                    | $ 25.000  | Lea Bošković            | 7-6, 6-0      |
| 19. | 2021-10-31 | Les Franqueses del Vallès | $ 80.000  | Ylena In-Albon          | 7-6, 6-4      |

### Gewonnen ITF-toernooien dubbelspel
| nr. | finale     | toernooi        | dotatie   | partner                  | tegenstandsters                      | score            |
| --- | ---------- | --------------- | --------- | ------------------------ | ------------------------------------ | ---------------- |
| 01. | 2010-03-21 | Sint-Petersburg | $ 10.000  | Aljona Sotnikova         | Aleksandra Panova Jevgenija Pasjkova | 7-5, 6-3         |
| 02. | 2010-09-12 | Denain          | $ 25.000  | Nadejda Guskova          | Evelyn Mayr Julia Mayr               | 6-2, 6-0         |
| 03. | 2011-06-19 | Montpellier     | $ 25.000  | Paula Cristina Gonçalves | Inés Ferrer Suárez Mădălina Gojnea   | 6-4, 7-5         |
| 04. | 2011-07-03 | Middelburg      | $ 25.000  | Quirine Lemoine          | Julia Cohen Florencia Molinero       | 6-3, 6-4         |
| 05. | 2011-07-17 | Zwevegem        | $ 25.000  | Lenka Wienerová          | Kim Kilsdonk Nicolette van Uitert    | 6-4, 3-6, [10-7] |
| 06. | 2011-10-12 | Antalya         | $ 10.000  | Sofia Kvatsabaia         | Diana Enache Daniëlle Harmsen        | 6-3, 6-4         |
| 07. | 2012-04-07 | Tessenderlo     | $ 25.000  | Demi Schuurs             | Tatjana Malek Stephanie Vogt         | 6-4, 6-3         |
| 08. | 2013-08-04 | Vancouver       | $ 100.000 | Sharon Fichman           | Jacqueline Cako Natalie Pluskota     | 6-2, 6-2         |
| 09. | 2013-09-07 | Trabzon         | $ 50.000  | Joelija Bejhelzymer      | Aljona Fomina Christina Shakovets    | 6-3, 6-1         |
| 10. | 2016-03-27 | Naples          | $ 25.000  | Valerija Solovjeva       | Sophie Chang Quirine Lemoine         | 7-5, 6-0         |
| 11. | 2016-09-18 | Biarritz        | $ 100.000 | Irina Chromatsjova       | Cornelia Lister Nina Stojanović      | 4-6, 7-5, [10-8] |
| 12. | 2019-09-22 | Saint-Malo      | $ 60.000  | Ekaterine Gorgodze       | Aliona Bolsova Tereza Mrdeža         | 6-7, 7-5, [10-8] |
| 13. | 2019-10-20 | Székesfehérvár  | $ 60.000  | Irina Maria Bara         | Akgul Amanmuradova Elena Bogdan      | 3-6, 6-2, [10-8] |

## Resultaten grandslamtoernooien
| Legenda | Legenda                          |
| ------- | -------------------------------- |
| g.t.    | geen toernooi gehouden           |
| l.c.    | lagere categorie                 |
| –       | niet deelgenomen                 |
| G       | uitgeschakeld in de groepsfase   |
| 1R      | uitgeschakeld in de eerste ronde |
| 2R      | uitgeschakeld in de tweede ronde |
| 3R      | uitgeschakeld in de derde ronde  |
| 4R      | uitgeschakeld in de vierde ronde |
| KF      | uitgeschakeld in de kwartfinale  |
| HF      | uitgeschakeld in de halve finale |
| F       | de finale verloren               |
| W       | het toernooi gewonnen            |
| w-v     | winst/verlies-balans             |

### Enkelspel
| Australian Open | –  | 1R | 1R | 2R |
| Roland Garros   | 1R | 1R | –  | 1R |
| Wimbledon       | –  | –  | 1R | 1R |
| US Open         | 1R | –  | –  | 2R |

### Vrouwendubbelspel
| Australian Open | –  | –  | –  | 1R |
| Roland Garros   | –  | 1R | –  | KF |
| Wimbledon       | 1R | –  | 2R | 1R |
| US Open         | –  | –  | –  | 1R |

## Persoonlijk
Zanevska wilde trouwen in haar geboorteland maar door de Russische invasie van Oekraïne ging dat niet door. Na haar uitschakeling op het WTA-toernooi van Indian Wells begin maart 2022 vertrokken de tennisspeelster en haar Duitse partner Philipp-Andreas Schmidt spontaan naar Las Vegas om er in het huwelijk te treden.